# Glochidion raivavense
Glochidion raivavense là một loài thực vật thuộc họ Phyllanthaceae. Đây là loài đặc hữu của Polynésie thuộc Pháp.